# ルベン・ロチーナ
ルベン・ロチーナ・ナイシス（Rubén Rochina Naixes, 1991年3月23日 - ）は、スペイン・バレンシア出身のサッカー選手。CDアトレティコ・バレアレス所属。ポジションはミッドフィールダー。

## 経歴
2001年にバレンシアCFの下部組織であるメスタージャに昇格、2004年、才能を認められてFCバルセロナのカンテラへ移籍する。
ここで順調にクラスを上げてゆき、2008-2009シーズン途中の2008年11月にルイス・エンリケ率いるアトレティックのカテゴリーへと招集される。結局、このシーズンは10試合の出場で2得点に終わったが、2009-2010シーズン前のプレシーズンマッチにおいてはジョゼップ・グアルディオラ率いるトップチームに招集され、ウェンブリー・カップに参加してアル・アハリ戦でアシストを記録している。
2011年1月、4年契約でプレミアリーグのブラックバーン・ローヴァーズFCに完全移籍した。
2021年8月21日、2年契約でグラナダCFに移籍した。
2024年2月8日、CDアトレティコ・バレアレスに加入した。
非常に足元のテクニックに長けており、ミドルパスに定評がある。サイドチェンジのパスは、あのペップが「彼以上にサイドチェンジを綺麗に通す選手はいないだろう。」と評する程の美しさを持つ。